# Атирау (аеропорт)
Міжнаро́дний аеропо́рт «Атирау́» (англ. Atyrau Airport, каз. Атырау халықаралық әуежайы), (IATA: GUW, ICAO: UATG) — міжнародний аеропорт міста Атирау в Казахстані.
Аеродром Атирау 2 класу, здатний приймати повітряні судна Boeing-757, Боїнг 767, Ту-134, Як-42, Як-40, Ан-24 і більш легкі, а також вертольоти всіх типів.
Аеродром експлуатується АТ «Міжнародний аеропорт Атирау», яка створена 8 жовтня 1996 року. У травні 2001 року 100% держпакету акцій АТ «Міжнародний аеропорт Атирау» передані АТ НК «КазМунайГаз».

## Модернізація
З 2006 року проводиться модернізація аеропорту, в ході якої планується: 
- Подовження злітно-посадкової смуги до 3000 м[1] (аеродром 1 класу);
- Розширення і модернізація перону і місць стоянок повітряних суден;
- Будівництво двох нових вихідних рульових доріжок;
- Установка нової світлотехнічної системи з вогнями високої інтенсивності, що відповідає за курсом PGC 14 категорії CAT II за класифікацією ІКАО і за курсом ЗПС 32 — категорії CAT I.

## Авіалінії та напрямки

### Пасажирські
| Авіакомпанія | Пункт призначення                                                |
| ------------ | ---------------------------------------------------------------- |
| Aeroflot     | Москва-Шереметьєво                                               |
| Air Astana   | Актау, Алмати, Амстердам, Нур-Султан, Франкфурт, Стамбул-Ататюрк |
| Bek Air      | Алмати Уральськ                                                  |
| Qazaq Air    | Актау, Актобе, Астрахань, Нур-Султан, Уральськ                   |
| SCAT         | Актау, Нур-Султан                                                |

### Вантажні

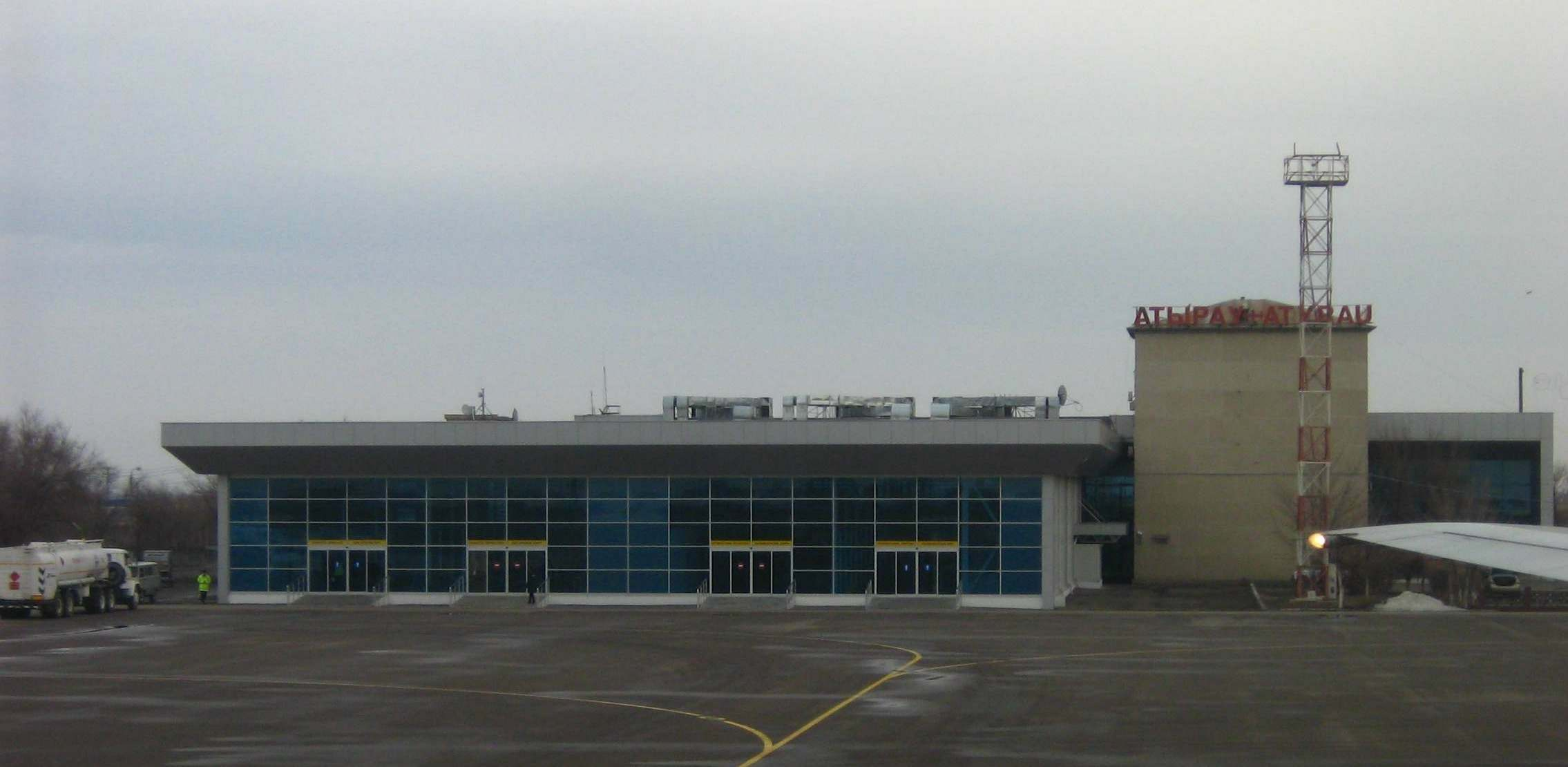
Термінал аеропорту Атирау. Видно чотири групи дверей для пасажирів — зліва направо: приліт внутрішніх ліній, виліт внутрішніх ліній, виліт міжнародних ліній, приліт міжнародних ліній. Перевезення пасажирів до літаків і від літаків здійснюється автобусами.

| Авіакомпанія      | Пункт призначення |
| ----------------- | ----------------- |
| Coyne Airways     | Уральськ          |
| Silk Way Airlines | Актау, Баку       |

## Ресурси Інтернету
- Atyrau Airport official website